# 얼굴 (2000년 영화)
얼굴(顔: Face)은 일본에서 제작된 사카모토 준지 감독의 2000년 영화이다. 후지야마 나오미 등이 주연으로 출연하였고 시이 유키코 등이 제작에 참여하였다.

## 출연

### 주연
- 후지야마 나오미
- 나카무라 칸자부로
- 키시베 이토쿠
- 사토 히로유키
- 토요카와 에츠시
- 쿠니무라 준
- 오구스 미치요

## 제작진
- 미술: 하라다 미츠오